# IOS 16
iOS 16 es la decimosexta versión del sistema operativo móvil iOS desarrollado por Apple para su línea de productos iPhone. Se anunció en la Conferencia Mundial de Desarrolladores de la compañía el 6 de junio de 2022, como sucesor de iOS 15.
La versión pública de iOS 16 fue lanzada el 12 de septiembre de 2022, mientras que la beta pública fue lanzada en agosto de 2022.

## Historia

### Actualizaciones
La primera beta para desarrolladores de iOS 16 se publicó el 6 de junio de 2022.
- iOS 16: Fue la primera actualización de este sistema operativo. (12 de septiembre de 2022)
- iOS 16.0.1: En esta actualización, lanzada exclusivamente para los dispositivos de nueva generación (iPhone 14 y iPhone 14 Pro), solucionaba algunos errores importantes en estos dispositivos. (15 de septiembre de 2022)
- iOS 16.0.2: Esta actualización, que se lanzó para todos los dispositivos compatibles con iOS 16, se corregían los errores solucionados en iOS 16.0.1. (22 de septiembre de 2022)
- iOS 16.0.3: Esta actualización solo incluye corrección de errores. (11 de octubre de 2022)
- iOS 16.1: En esta actualización, se añadieron distintas características anunciadas por la compañía durante la presentación oficial del sistema operativo, como las Actividades en vivo o la Fototeca compartida. Además, se incluyeron distintas mejoras y correcciones de errores para el iPhone. (24 de octubre de 2022)
- iOS 16.2: En esta actualización, se lanzaron nuevas características para el sistema operativo, como Freeform, una aplicación novedosa que permite crear lienzos infinitos donde añadir conceptos para realizar lluvias de ideas o reuniones. Además, Apple también lanzó la nueva característica Apple Music Sing a su servicio musical Apple Music, la cual permite al usuario disminuir el volumen de la voz del cantante, manteniendo así solo la base de la canción. Además, se incluyeron distintas mejoras y correcciones de errores para el iPhone. (13 de diciembre de 2022)

## Características
Apple introdujo una amplia gama de nuevas características, desde la pantalla de bloqueo hasta la privacidad.

### Pantalla de bloqueo
- La nueva pantalla de bloqueo es totalmente personalizable en apariencia y puede albergar widgets. Es posible cambiar el tipo de letra y el color del texto para la fecha y la hora pulsando sobre ella como si fueran widgets. Posibilidad de aplicar efectos de color a toda la pantalla de bloqueo. Se puede añadir un pequeño widget en la primera línea junto a la fecha. Se pueden añadir otros widgets y disponerlos horizontalmente en la tercera fila, debajo de la hora.
- Es posible crear múltiples pantallas de bloqueo que se pueden configurar en cualquier momento.

### Modo de enfoque mejorado
- Es posible tener una pantalla de bloqueo diferente en función del estado activo.
- Los filtros de enfoque permiten que las aplicaciones muestren diferentes contenidos en función del estado activo. Por ejemplo, Safari sólo puede mostrar las pestañas abiertas relacionadas con el trabajo si están en el estado de Trabajo.

### Notificaciones
Las notificaciones aparecen desde la parte inferior en lugar de desde arriba, para facilitar el uso del teléfono con una sola mano y también para evitar que los widgets queden tapados por las notificaciones.

### Actividades en vivo
Son widgets especiales en la pantalla de bloqueo que pueden mostrar datos en tiempo real, lo que permite al usuario seguir los eventos de forma continua sin ser inundado por notificaciones separadas. Aprovechan las nuevas notificaciones en tiempo real introducidas con iOS 16.

### Mensajes
- Posibilidad de eliminar y editar un mensaje ya enviado en 15 minutos.
- Posibilidad de marcar una discusión entera como no leída para leerla más tarde.
- SharePlay en Mensajes: el usuario puede utilizar la función SharePlay directamente en la app Mensajes para ver una película o escuchar música con sus amigos, sin necesidad de que hagan una llamada FaceTime
- Recuperar los mensajes borrados hasta 30 días
- Nuevas funciones de colaboración

### FaceTime
Subtítulos en directo: transcribe automáticamente lo que se dice durante una llamada FaceTime

### Correo
- Posibilidad de programar un mensaje de correo para enviarlo más tarde
- Capacidad de cancelar un mensaje de correo recién enviado en cuestión de segundos
- Posibilidad de poner en la parte superior y establecer un recordatorio para los mensajes que el usuario aún no ha respondido
- Búsqueda mejorada: los errores tipográficos que el usuario comete durante la búsqueda se corrigen automáticamente, basándose en el contenido de sus mensajes, para que obtenga resultados

### Mapas
- Rutas con varias paradas: ahora es posible planificar una ruta que pase entre varios puntos de parada intermedios (un máximo de 15 paradas).[5] El usuario puede pedir a Siri que añada un nuevo punto de parada mientras navega.
- Pagar en tránsito
- Nuevas funciones de MapKit compatibles con Look Around y Detailed City Experience

### Dictado mejorado
Durante el dictado de texto, el teclado está siempre presente y permite al usuario pasar de la voz a la escritura manual y viceversa sin interrupciones. También es posible insertar emojis a través del dictado. La puntuación automática inserta automáticamente un punto cuando hay una pausa en el dictado.

### Fotos y cámara
- Posibilidad de compartir fotos de la biblioteca del usuario con 5 contactos diferentes. Estos contactos pueden editar o eliminar libremente las fotos compartidas.
- En la app Cámara, pueden decidir si la foto que van a tomar es una foto que se compartirá automáticamente o si debe seguir siendo personal.
- La app Fotos contiene una nueva herramienta que permite detectar fotos duplicadas en los álbumes
- Los álbumes Oculto y Eliminado recientemente ahora están protegidos por Face ID o Touch ID

### Texto en vivo mejorado
- Posibilidad de seleccionar y capturar texto en los vídeos
- Las acciones rápidas son comandos disponibles directamente en el Live Text: es posible realizar conversiones de precios a otra moneda o traducciones sobre la marcha a partir del texto reconocido

### Búsqueda visual mejorada
- La Búsqueda Visual es ahora capaz de extraer las formas de los objetos reconocidos en las fotos, para que puedas arrastrarlas y pegarlas en otras apps

### Traducir
La app Traducir ahora permite al usuario activar la Cámara para traducir todo el texto que se reconoce en directo

### Salud
- Es posible añadir y gestionar los medicamentos que se deben tomar durante el día
- Etapas del sueño permite al usuario controlar las fases del sueño detectadas por el Apple Watch

### Noticias de Apple
- Nueva sección "Mis deportes" para ver lo más destacado, vídeos y noticias sobre equipos deportivos
- Noticias locales ampliadas
- Nuevo grupo de favoritos

### El tiempo
- Nuevos módulos de previsión para obtener detalles sobre la calidad del aire, previsiones locales, etc.
- Previsiones horarias para los próximos 10 días, con la intensidad de las precipitaciones minuto a minuto durante la siguiente hora.
- Reciba notificaciones del gobierno sobre fenómenos meteorológicos graves como tornados, tormentas de invierno, inundaciones repentinas, etc.

### Spotlight
- Accede a Spotlight directamente desde la pantalla de inicio con el nuevo botón y obtén resultados rápidos
- Más resultados de imágenes de aplicaciones como Mensajes, Notas y Archivos
- Acciones rápidas como iniciar un temporizador o ejecutar un acceso directo

### Apple TV
- Conectividad entre dispositivos en tvOS 16 para nuevas experiencias entre el Apple TV, el Apple Watch y el iPhone.

### Mejoras en las redes Wi-Fi
Ahora es posible mostrar las contraseñas previamente guardadas en redes Wi-Fi conocidas, tras la autenticación a través de Face ID o Touch ID.

### Face ID apaisado
Face ID ahora funciona incluso cuando el teléfono está orientado horizontalmente.

### Teclado
Es posible habilitar la retroalimentación háptica para el teclado, por lo que se siente una pequeña vibración del teléfono mientras se escribe un texto que simula una pulsación mecánica de las teclas.

### Seguridad y privacidad
- Passkey es una nueva tecnología que permite al usuario autenticarse en sitios y aplicaciones sin usar contraseñas. Passkey es generada por el teléfono y el permiso se otorga a través de Face ID o Touch ID.
- Comprobación de seguridad: ayuda a los que tienen relaciones abusivas restableciendo los permisos concedidos a personas, apps y dispositivos
- Actualizaciones automáticas de seguridad
- Nuevo requisito de permiso antes de copiar desde el portapapeles

## Dispositivos compatibles
iOS 16 es la primera versión desde iOS 12 que deja de ser compatible con los modelos de iPhone más antiguos, especialmente los modelos de iPhone con chips A9 y A10 Fusion, como el iPhone 6S, el iPhone 6S Plus, el iPhone 7, el iPhone 7 Plus, el iPhone SE (1.ª generación) y el iPod Touch (7.ª generación). Los dispositivos elegibles para la actualización han sido lanzados desde finales de 2017. La lista incluye:
- iPhone 8
- iPhone 8 Plus
- iPhone X
- iPhone XR
- iPhone XS
- iPhone XS Max
- iPhone 11
- iPhone 11 Pro
- iPhone 11 Pro Max
- iPhone SE (2020)
- iPhone 12
- iPhone 12 Mini
- iPhone 12 Pro
- iPhone 12 Pro Max
- iPhone 13
- iPhone 13 Mini
- iPhone 13 Pro
- iPhone 13 Pro Max
- iPhone SE (2022)
- iPhone 14
- iPhone 14 Plus
- iPhone 14 Pro
- iPhone 14 Pro Max